# Naparstnica żółta
Naparstnica żółta (Digitalis lutea L.) – gatunek rośliny należący do rodziny babkowatych (według systemów XX-wiecznych do trędownikowatych). Występuje w górach zachodniej i południowej Europy. W Polsce rzadko uprawiana. Na zachodzie można spotkać jej zdziczałe formy (efemerofit). Prawdopodobnie kenofit.

## Morfologia

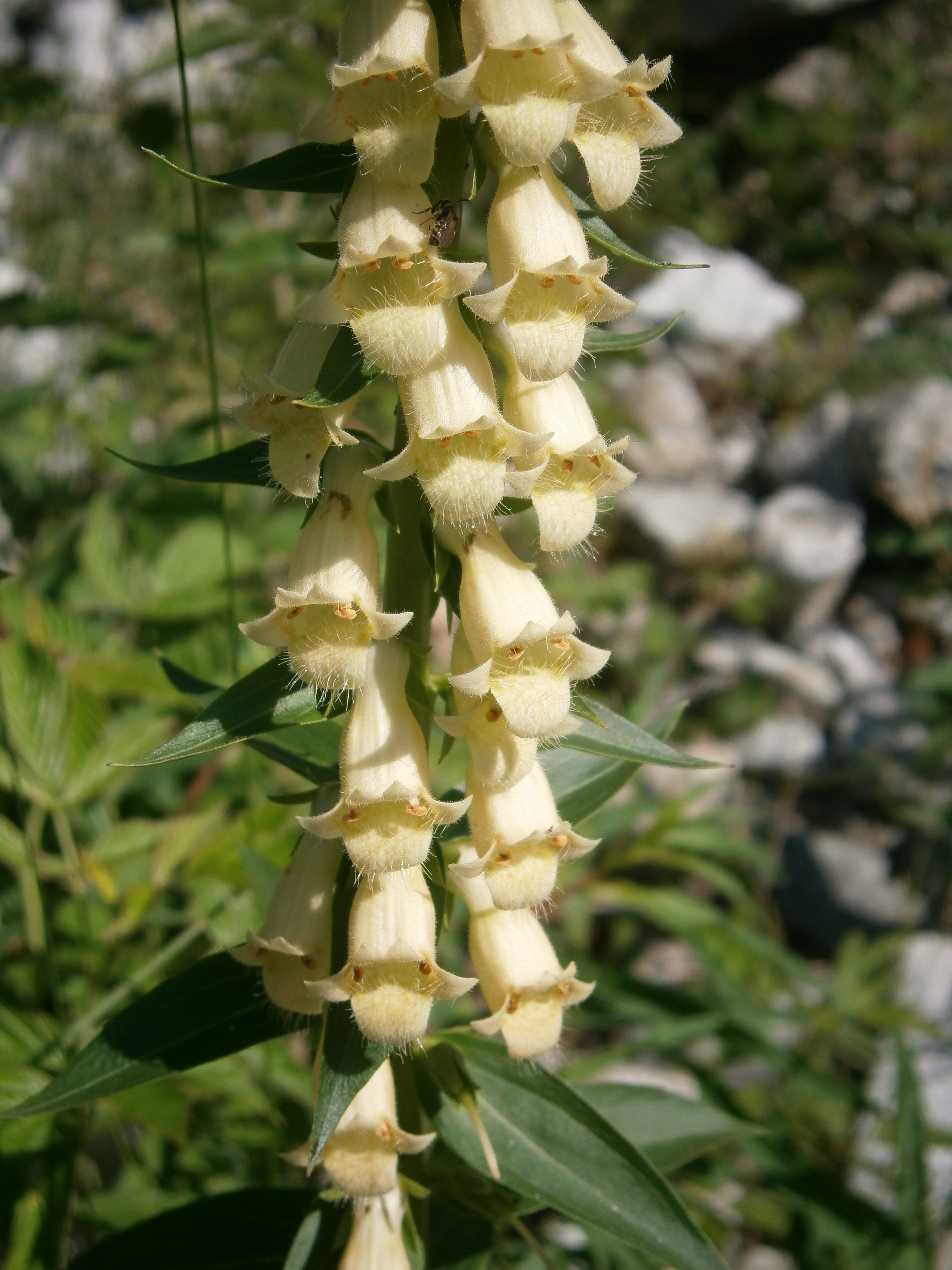
Kwiatostan

PokrójWieloletnia roślina zielna, osiąga wysokość do 80 cm. Cała roślina jest naga.
LiścieBłyszczące i nagie.
KwiatyOsadzone na łodydze na nagich szypułkach. Korona kwiatu rurkowatodzwonkowata, długości do 2 cm, przeważnie cytrynowożółta. Górna warga korony ma 2 trójkątne łatki, dolna 3, środkowa z nich jest dłuższa. Kwitnie od czerwca do sierpnia.

## Biologia
Roślina trująca: Trujące jest ziele naparstnicy żółtej.

## Zastosowanie i uprawa
Roślina ozdobna chętnie uprawiana w ogródkach przydomowych. Jest łatwa w uprawie, w Polsce jest w pełni mrozoodporna. Najlepiej rośnie na stanowisku półcienistym i żyznej, przepuszczalnej glebie. Rozmnaża się przez wysiew nasion jesienią, można też przez podział rozrośniętych kęp. Po przekwitnięciu obcina się kwiatostany u samej podstawy, co pobudza rozwój nowych pędów. W przypadku, gdy nie usunie się kwiatostanów, samorzutnie rozsiewa się w ogrodzie.